# Primidon
A primidon epilepsziában parciális, különösen komplex parciális rohamok kezelésére, generalizált (primer vagy szekunder) epilepszia, tónusos-klónusos rohamokkal (grand mal); és esszenciális tremor kezelésére használják.
A VIII. Magyar Gyógyszerkönyvben Primidonum    néven hivatalos.  

## Hatása
A primidon hatását a hatóanyag és annak két metabolitja, a fenobarbitál és a feniletilmalonamid(en) görcsgátló tulajdonságai révén fejti ki. Tartós kezelés során görcsgátló hatása feltehetően a fenobarbitálnak tulajdonítható. Pontos hatásmechanizmusa nem ismert, hasonlóan a többi antikonvulzív szerhez. Valószínűleg alapvető fontosságú az idegsejtek membránjára, elsősorban az ionáramlásra kifejtett hatás. Központi idegrendszeri depresszáns, gátolja a görcsaktivitás tovaterjedését, emeli a görcsküszöböt.

## Készítmények
Magyarországon:
- SERTAN tabletta

## Fordítás
Ez a szócikk részben vagy egészben  a   Primidone című angol Wikipédia-szócikk fordításán alapul.  Az eredeti cikk szerkesztőit annak laptörténete sorolja fel. Ez a jelzés csupán a megfogalmazás eredetét és a szerzői jogokat jelzi, nem szolgál a cikkben szereplő információk forrásmegjelöléseként.